# Peter Schulenburg
Peter Schulenburg (* 26. April 1939 in Westerland; † 23. Mai 2025 in Berlin) war ein Fluchthelfer an der innerdeutschen Grenze.

## Werdegang
Schulenburg studierte Rechtswissenschaften an der Freien Universität Berlin. Nach dem Bau der Berliner Mauer wurde er Mitglied einer studentischen Fluchthelfergruppe um Wolfgang Fuchs. Zwischen April und Oktober 1964 grub die Gruppe aus einer angemieteten Bäckerei im Haus Bernauer Straße 97 einen Fluchttunnel nach Ost-Berlin, später Tunnel 57 benannt. Zwischen dem 2. und 4. Oktober 1964 gelangten 57 Personen durch den Stollen nach West-Berlin.
Er promovierte 1972 in Bielefeld und arbeitete viele Jahre in der Rechtsabteilung eines Industrieunternehmens. Anschließend war er als Rechtsanwalt in Berlin tätig.

## Ehrungen
- 2012: Verdienstkreuz am Bande der Bundesrepublik Deutschland

## Schriften
- Fluchthelfer: die Gruppe um Wolfgang Fuchs – Berlin: Berlin Story-Verlag (mit Klaus-Michael von Keussler)